# Maigonis Valdmanis
Maygonis Albertovich Valdmanis (cirílico: Майгонис Альбертович Валдманис) (Riga, 9 de setembro de 1933 - Roja, Letónia, 30 de setembro de 1999) foi um basquetebolista letão que integrou a Seleção Soviética na conquista de três medalhas de Prata (1952, 1956 e 1960) e na conquista de três Campeonatos Europeus (1957, 1959 e 1961).
Defendeu também o ASK Riga no tri-campeonato da Euroliga em 1958, 1959 e 1960.